# Rio Barwon
O rio Barwon, é um rio perene da bacia hidrográfica de Corangamita, localizado nas regiões de Otways e Península Bellarine, no estado australiano de Vitória.